# Østergade

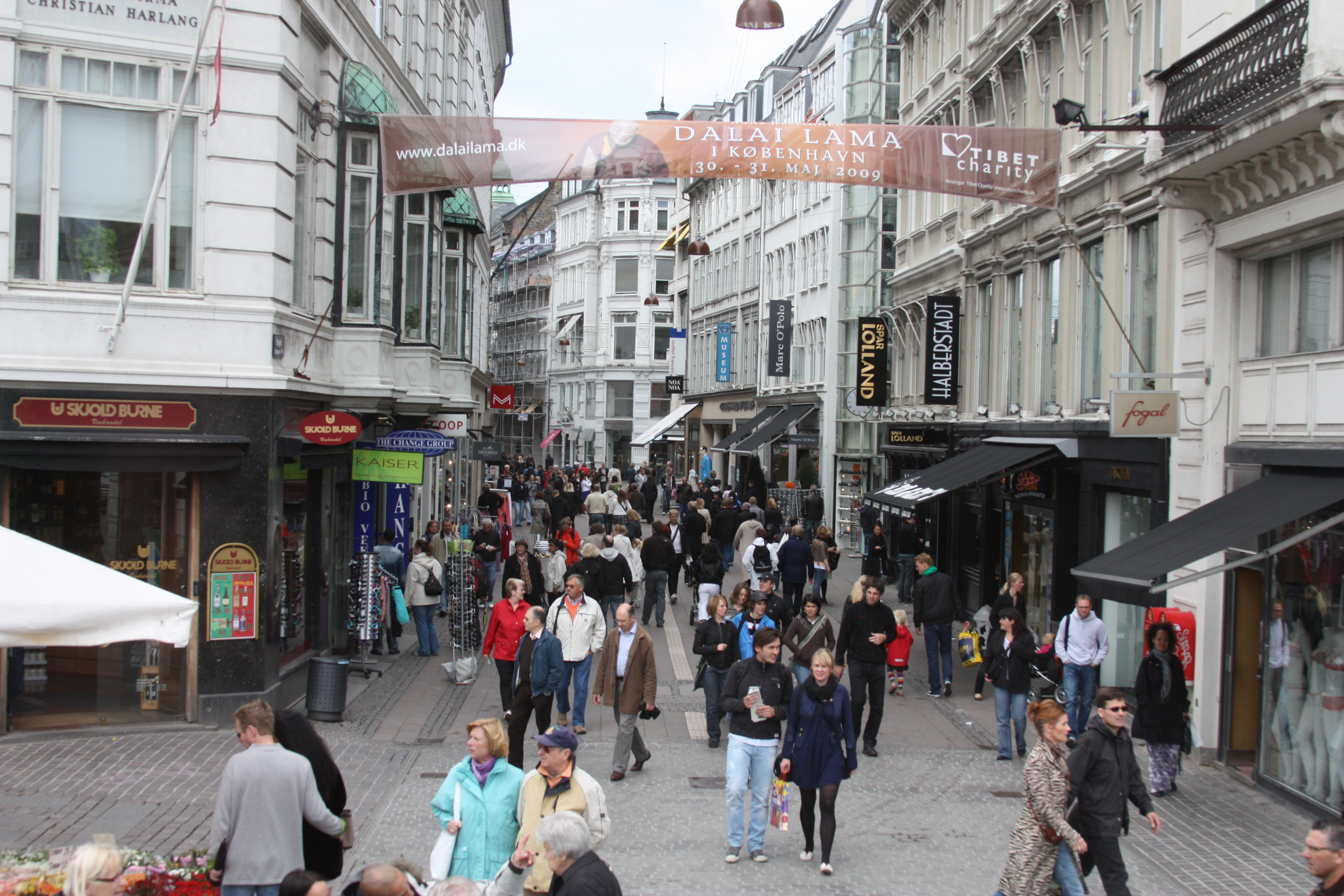
Der obere Teil der Østergade vom Kongens Nytorv aus gesehen.

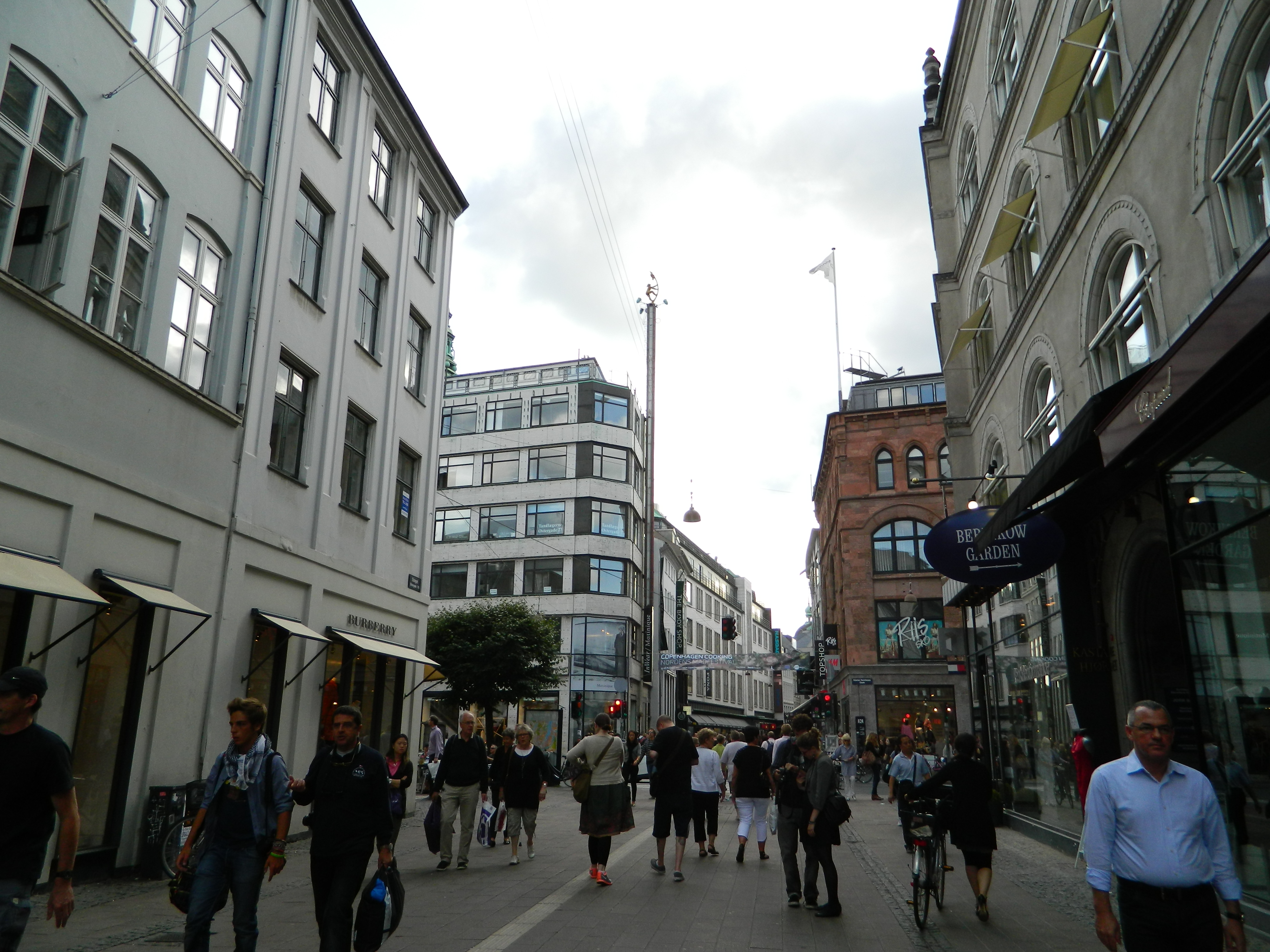
Der mittlere Teil der Østergade, gesehen in Richtung der Kreuzung mit Kristen Bernikows Gade.

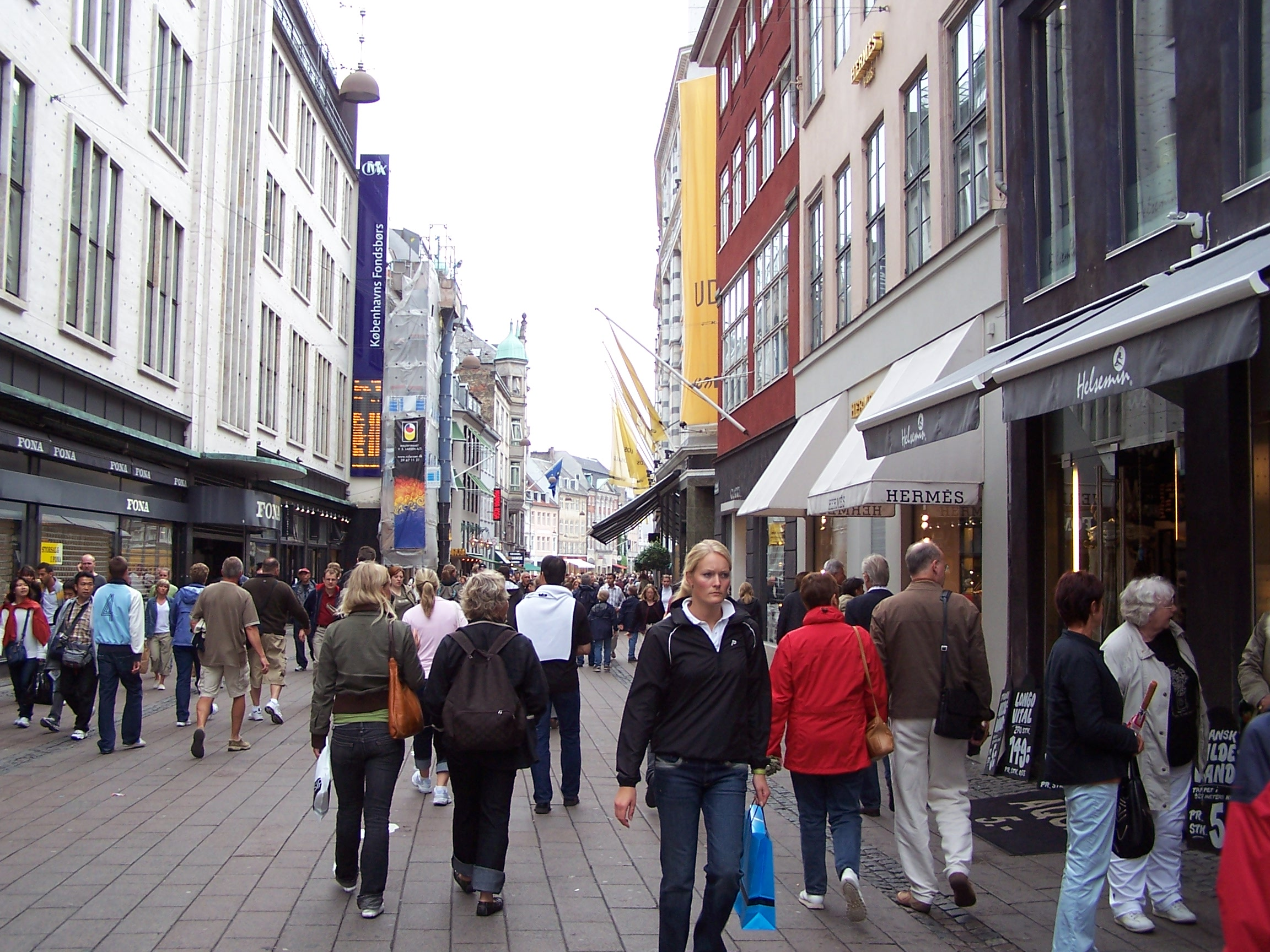
Der untere Teil der Østergade in Richtung Amagertorv gesehen.

Østergade (deutsch Oststraße) ist eine Straße der Kopenhagener Innenstadt. Sie beginnt beim Kongens Nytorv (deutsch Neuer Königsmarkt), dem größten Platz der Innenstadt, und führt bis zum Platz Amagertorv. Die Straße fungiert als luxuriöse Einkaufs- und Flanierstraße und bildet den ersten Teil von Strøget (deutsch der Strich), der durchgehende Straßenzug durch die Innenstadt, der seit 1962 Fußgängerzone ist.

## Geschichte
Die Østergade erhielt ihren Namen, weil sie im Mittelalter zum ursprünglichen Stadttor Østerport (deutsch Ostertor) führte, das dort lag, wo sich heute der Kongens Nytorv befindet. Das alte Stadttor verschwand, als die Stadt nördlich von Gothersgade im 17. Jahrhundert mit dem Stadtteil Neu-Kopenhagen erweitert wurde, und wurde durch ein neues Tor ersetzt (ungefähr an der Lage der aktuellen Bahnhof Østerport).
Anstelle des alten Tors wurde vor dem Ende der Østergade ein neuer eleganter Platz gebaut: Kongens Nytorv. Østergade wurde nun zur Verbindung zwischen der mittelalterlichen Stadt und den neuen Adelshöfen und Stadtpalais rund um Kongens Nytorv und im Stadtteil Frederiksstaden. Die Straße wurde daher allmählich zu einer vornehmen Einkaufsstraße.
Beim Stadtbrand von Kopenhagen im Jahr 1795 brannte das obere südliche Teil der Østergade.
Das erste vollständige Schaufenster in Kopenhagen hatte in den 1850er Jahren der Handschuhmacher Thaarup in der Østergade 59. 1870 besaß der Tabakhändler A.M. Hirschsprung & Söhne das erste Geschäft in Kopenhagen, das sich auf Straßenniveau mit dem Bürgersteig befand, im Gegensatz zu den bisherigen Geschäften, die fast alle ein paar Stufen höher in einem hohen Erdgeschoss oder ein paar Stufen tiefer in einem Untergeschoss lagen. 1890 war die Østergade die erste Kopenhagener Straße, die asphaltiert wurde – unter anderem, um den Lärm von Pferdekutschen auf dem Kopfsteinpflaster der Straße zu reduzieren.
1962 wurde die Østergade zusammen mit den anderen Teilstrecken Strøgets als Experiment in einer Fußgängerstraße umgestaltet – Dänemarks erste Fußgängerzone und eine der ersten in die Welt. 1964 wurde das Experiment dauerhaft gemacht.